# Riviera del Garda Bresciano
Unter dem Namen Riviera del Garda Bresciano oder einfach Garda Bresciano gibt es Weiß- und Rotweine, die in der norditalienischen Provinz Brescia, Region Lombardei, erzeugt werden. Die Weine haben seit 1977 eine „kontrollierte Herkunftsbezeichnung“ („Denominazione di origine controllata“ – DOC), die zuletzt am 7. März 2014 aktualisiert wurde.

## Anbaugebiet
Der Anbau ist innerhalb der Gemeinden Limone sul Garda, Tremosine sul Garda, Tignale, Gargnano, Capovalle, Idro, Treviso Bresciano, Provaglio Val Sabbia, Sabbio Chiese, Vobarno, Toscolano Maderno, Gardone Riviera, Salò, Roè Volciano, Villanuova sul Clisi, Gavardo, San Felice del Benaco, Puegnago, Muscoline, Manerba del Garda, Polpenazze, Moniga del Garda, Soiano del Lago, Calvagese della Riviera, Padenghe sul Garda, Bedizzole, Lonato del Garda, Desenzano del Garda, Pozzolengo und Sirmione erlaubt.

## Erzeugung
Diese Weintypen werden erzeugt:
- Riviera del Garda Bresciano Bianco oder Garda Bresciano Bianco. Besteht aus folgenden Rebsorten: höchstens 100 % Riesling, höchstens 20 % andere weiße Rebsorten, die für den Anbau in der Lombardei zugelassen sind, dürfen zugesetzt werden.
- Riviera del Garda Bresciano Rosso und Riviera del Garda Bresciano Chiaretto (bzw. Garda Bresciano Rosso und Garda Bresciano Chiaretto). Bestehen aus folgenden Rebsorten: 30–60 % Groppello, 10–25 % Sangiovese, 5–30 % Marzemino (lokal auch „Berzemino“ genannt), 10–20 % Barbera. Höchstens 10 % andere rote Rebsorten, die für den Anbau in der Lombardei zugelassen sind, dürfen zugesetzt werden.
- Riviera del Garda Bresciano Groppello oder Garda Bresciano Gropello: muss zu mindestens 85 % aus der Rebsorte Groppello (in den Varianten Gentile, Groppellone und/oder Mocasina) bestehen. Höchstens 15 % andere rote Rebsorten, die für den Anbau in der Lombardei zugelassen sind, dürfen zugesetzt werden.

„Chiaretto“ ist eine örtliche Bezeichnung für einen Roséwein.